# Цейнер, Карл Траугот
Карл Траугот Цейнер (правильнее Цойнер, нем. Karl Traugott Zeuner; 28 апреля 1775[…], Дрезден — 24 января 1841[…] или 30 января 1841, Париж) — немецкий пианист, композитор и музыкальный педагог.

## Биография
Учился в Галле у Даниэля Готлоба Тюрка. Довольно рано обосновался в Санкт-Петербурге как учитель музыки в высшем обществе. В 1803 г., с приездом в город Муцио Клементи, обратился к нему за дополнительными уроками, которые настолько увлекли его, что Цейнер отказался от петербургских контрактов и последовал за Клементи в продолжении его европейских гастролей. Затем концертировал в Берлине, Дрездене, Париже, в 1805 году жил в Вене в качестве учителя музыки княгини Голицыной (предполагается, что к этому времени относится его знакомство с Людвигом ван Бетховеном, в позднейшей переписке которого с князем Николаем Голицыным Цейнер упоминается в связи с различными прочтениями нескольких мест в струнном квартете Op. 127, — Бетховен принимает трактовку Цейнера). В дальнейшем Цейнер вернулся в Санкт-Петербург, где среди его учеников были Михаил Глинка (как указывает биограф XIX века, Цейнер «усовершенствовал механизм игры нашего артиста, но зато совершенно не умел преподавать теорию музыки») и Алексей Верстовский. В произведениях Цейнера, среди которых были, в частности, два фортепианных концерта, струнный квартет, различные вариации, полонезы, фантазии и другие пьесы для фортепиано, использовались мелодии русских народных песен.